# Килмез (река)
Килмез (на руски: Кильмезь; на удмуртски: Калмез) е река в Република Удмуртия и Кировска област на Русия, ляв приток на Вятка (десен приток на Кама, ляв приток на Волга). Дължина 270 km, от които 195 km в Удмуртия и 75 km в Кировска област. Площ на водосборния басейн 17 525 km², от които 6925 km² в Удмуртия и 10 600 km² в Кировска област.
Река Килмез води началото си от югозападната част на Горнокамското възвишение, на 211 m н.в., при село Юшур, в централната част на Република Удмуртия. По цялото си протежение Килмез е типична равнинна река с малък наклон, бавно течение и стотици меандри, като в горното и средно си течение, до устието на река Вала тече в югозападна, а след това до устието си – в западна посока. Почти навсякъде долината ѝ е широка и плитка, асиметрична с висок ляв и нисък десен склон. Влива се отляво в река Вятка (десен приток на Кама), при нейния 222 km, на 61 m н.в., при село Уст Килмез, в югоизточната част на Кировска област. Основни притоци: леви – Арлет (51 km), Вала (196 km); десни – Ут (107 km), Кирчма (52 km), Лумпун (158 km), Лобан (169 km), Кулма (60 km). Килмез има смесено подхранване с преобладаване на снежното с ясно изразено пролетно пълноводие от началото на април до края на май. Среден годишен отток при село Вичмар 84,6 m³/s. Замръзва в началото на ноември, а се размразява през 2-рата половина на април. По течението ѝ са разположени множество населени места, в т.ч. районните центрове – селата Селти и Сюмси в Република Удмуртия и селището от градски тип Килмез в Кировска област.